# 長崎県医師信用組合
長崎県医師信用組合（ながさきけんいししんようくみあい）は、長崎県長崎市茂里町にある職域信用組合。長崎県医師会会員を対象とし、長崎県全域を事業地域としている。

## 沿革
- 1963年11月 - 長崎県医師会会員を対象に融資、預金業務などを行う金融機関として設立。
- 1984年8月 - 全銀データシステムに加入